# Stefano Vella
Stefano Vella (Roma, 12 giugno 1952) è un medico italiano, infettivologo e ricercatore.

## Biografia
Laureatosi in Medicina e Chirurgia presso l'Università di Roma La Sapienza nel 1977 si specializza in Malattie infettive (1982) e Medicina interna (1988). Dal 1981 al 1982 si reca per un dottorato all'Università della Pennsylvania e dal 1992 è dirigente di ricerca presso l'Istituto Superiore di Sanità. Dal 1994 è docente universitario di Terapia delle malattie infettive all'Università degli Studi di Roma "Tor Vergata", l'Università degli Studi di Sassari e l'Università degli Studi di Genova. Dal 1999 al 2002 fa parte della Commissione Internazionale dell'Organizzazione mondiale della sanità sulla Terapia Antiretrovirale. Nel 2001 fa parte della delegazione italiana all'Assemblea Generale dell'ONU nella sessione speciale sull'AIDS, tenutasi a New York tra il 23 e il 25 giugno. Reviewer per numerose riviste internazionali, tra cui The Lancet, Science, Journal of Infectious Diseases, AIDS, Journal of AIDS.
Revisore ufficiale dell'Edizione italiana del New England Journal of Medicine.
Fu inserito dalla prestigiosa rivista Science tra i dieci ricercatori più importanti al mondo per qualità delle pubblicazioni sull'argomento AIDS/HIV,unico italiano presente e figurando al terzo posto.
Stefano Vella è anche coordinatore del progetto internazionale 'Neat' per la ricerca in Europa sulle terapie anti-Aids, finanziato dalla Commissione europea con 14 milioni di euro fino al 2011 ed al quale partecipano 18 paesi, è inoltre membro del Fondo globale per la lotta all'Aids, la tubercolosi e la malaria.
Dal 2003 al 2016 è direttore del dipartimento del farmaco presso l'Istituto Superiore di Sanità.
Dal 2017 al 2019 è direttore del centro per la salute globale presso l'Istituto superiore di sanità
Nel 2017 viene eletto presidente dell'Agenzia italiana del farmaco, carica dalla quale si dimette volontariamente un anno più tardi in segno di protesta contro l'allora ministro dell'Interno Matteo Salvini.
Dal luglio del 2019 è adjunct professor presso l'Università Cattolica del Sacro Cuore
È stato più volte invitato a parlare di salute globale all'interno di TED Talks nazionali ed internazionali ed è autore o coautore di oltre 350 pubblicazioni, in larga parte su riviste internazionali ad alto impact factor, tra cui: New England Journal of Medicine, Lancet, British Medical Journal, Annals of Internal Medicine, JAMA, Journal of Infectious Diseases. E’ revisore di numerose riviste internazionali, tra cui Lancet, Science, Journal of Infectious Diseases,  Jama, PLOS, ed è membro di numerosi Editorial Boards, tra cui AIDS, Antiviral Therapy, AIDS, Journal of AIDS  (di cui è co-editor). È stato revisore ufficiale dell’Edizione italiana del New England Journal of Medicine e membro del Board Editoriale dell'edizione italiana di Lancet.
Stefano Vella è stato nominato, a gennaio 2020, dal Ministero dell'università e della ricerca e dal Ministero della salute, rappresentante Italiano al prossimo Programma Quadro di Ricerca Europeo "Horizon 2027 Health Cluster" alla Commissione europea. 
Dal 2020 è adjunct professor presso l' Università degli Studi di Roma Tor Vergata e research associate presso l'Istituto Karolinska di Stoccolma.